# Jan-Philipp Rabente
Jan-Philipp Rabente, né le 3 juin 1987 à Essen, est un joueur de hockey sur gazon allemand. Il a remporté le titre olympique lors des Jeux olympiques d'été de 2012 qui se sont déroulés à Londres.

## Palmarès

### Jeux olympiques
- Jeux olympiques d'été de 2012 à Londres
  -  Médaille d'or.